# Совет министров СССР (1989—1991)
В статье представлены сведения о последнем составе Совета Министров СССР, действовавшем в 1989—1991 годах.

## История формирования
Список министерств и государственных комитетов СССР был установлен Законом СССР от 5 июля 1978 года «О Совете Министров СССР».
Избранный вновь учреждённым Съездом народных депутатов СССР Верховный Совет СССР постановлением от 7 июня 1989 года № 28-I принял к сведению заявление действовавшего тогда Совета Министров СССР о сложении своих полномочий перед Верховным Советом СССР; Совету Министров СССР было поручено продолжить выполнение своих обязанностей впредь до образования Верховным Советом СССР нового Совета Министров СССР.
Законом СССР от 27 июня 1989 года № 146-I «О внесении изменений в Закон СССР «О Совете Министров СССР»» был сформирован новый перечень министерств и государственных комитетов СССР. По сравнению с предыдущим Правительством, основной упор был сделан на сокращение числа отраслевых министерств: оно сократилось с 52 до 32, а общее число ведомств (включая все министерства и госкомитеты) – с 82 до 57.
После избрания 15 марта 1990 года Президента СССР изменения в составе Совета Министров СССР осуществлялись совместно Президентом СССР и Верховным Советом СССР.

## Список министерств и государственных комитетов
Закон от 27 июня 1989 года № 146-I установил следующий перечень министерств и государственных комитетов СССР:
Общесоюзные министерства СССР
1. Министерство авиационной промышленности
2. Министерство автомобильного и сельскохозяйственного машиностроения
3. Министерство атомной энергетики и промышленности
4. Министерство внешних экономических связей
5. Министерство водохозяйственного строительства
6. Министерство геологии
7. Министерство гражданской авиации
8. Министерство медицинской промышленности
9. Министерство металлургии
10. Министерство морского флота
11. Министерство нефтяной и газовой промышленности
12. Министерство оборонной промышленности
13. Министерство обороны
14. Министерство общего машиностроения
15. Министерство путей сообщения
16. Министерство радиопромышленности
17. Министерство рыбного хозяйства
18. Министерство станкостроительной и инструментальной промышленности
19. Министерство строительства предприятий нефтяной и газовой промышленности
20. Министерство судостроительной промышленности
21. Министерство транспортного строительства
22. Министерство тяжёлого машиностроения
23. Министерство угольной промышленности
24. Министерство химической и нефтеперерабатывающей промышленности
25. Министерство электронной промышленности
26. Министерство электротехнической промышленности и приборостроения

Союзно-республиканские министерства СССР
1. Министерство внутренних дел
2. Министерство здравоохранения
3. Министерство иностранных дел
4. Министерство культуры
5. Министерство лесной промышленности
6. Министерство монтажных и специальных строительных работ
7. Министерство связи
8. Министерство торговли
9. Министерство финансов
10. Министерство энергетики и электрификации
11. Министерство юстиции

Общесоюзные государственные комитеты СССР
1. Государственный комитет СССР по науке и технике
2. Государственный комитет СССР по управлению качеством продукции и стандартам
3. Государственный комитет СССР по вычислительной технике и информатике
4. Государственный комитет СССР по гидрометеорологии

Союзно-республиканские государственные комитеты СССР
1. Государственный плановый комитет СССР
2. Государственный комитет СССР по материально-техническому снабжению
3. Государственный строительный комитет СССР
4. Государственный комитет СССР по труду и социальным вопросам
5. Государственный комитет СССР по ценам
6. Государственный комитет СССР по статистике
7. Государственный комитет СССР по народному образованию
8. Государственный комитет СССР по телевидению и радиовещанию
9. Государственный комитет СССР по кинематографии
10. Государственный комитет СССР по печати
11. Государственный комитет СССР по лесу
12. Государственный комитет СССР по охране природы
13. Государственный комитет СССР по физической культуре и спорту
14. Государственный комитет СССР по надзору за безопасным ведением работ в промышленности и атомной энергетике
15. Государственная комиссия 
СССР по приемке продукции и контролю качества предприятий (комиссия)
16. Комитет государственной безопасности СССР

В соответствии с Законом СССР от 27 июня 1989 года № 146-I Совету Министров СССР стал подведомствен Государственный банк СССР, руководитель которого в установленном порядке включался в состав Правительства СССР.

## Персональный состав Совета Министров
Постановлением Верховного Совета СССР от 7 июня 1989 г. № 28-I Николай Иванович Рыжков был назначен Председателем Совета Министров СССР; утверждён постановлением Съезда народных депутатов СССР от 8 июня 1989 г. № 34-I.
Постановление Верховного Совета СССР от 17 июля 1989 г. № 234-I утвердило Совет Министров СССР в следующем составе:
1. Рыжков Николай Иванович — Председатель Совета Министров СССР
2. Воронин Лев Алексеевич — Первый заместитель Председателя Совета Министров СССР
3. Маслюков Юрий Дмитриевич — Первый заместитель Председателя Совета Министров СССР, Председатель Государственного планового комитета СССР
4. Абалкин Леонид Иванович — Заместитель Председателя Совета Министров СССР
5. Белоусов Игорь Сергеевич — Заместитель Председателя Совета Министров СССР
6. Бирюкова Александра Павловна — Заместитель Председателя Совета Министров СССР
7. Гусев Владимир Кузьмич — Заместитель Председателя Совета Министров СССР
8. Догужиев Виталий Хуссейнович — Заместитель Председателя Совета Министров СССР
9. Лавёров Николай Павлович — Заместитель Председателя Совета Министров СССР, Председатель Государственного комитета СССР по науке и технике
10. Мостовой Павел Иванович — Заместитель Председателя Совета Министров СССР, Председатель Государственного комитета СССР по материально-техническому снабжению
11. Рябев Лев Дмитриевич — Заместитель Председателя Совета Министров СССР
12. Силаев Иван Степанович — Заместитель Председателя Совета Министров СССР
13. Сысцов Аполлон Сергеевич — Министр авиационной промышленности СССР
14. Пугин Николай Андреевич — Министр автомобильного и сельскохозяйственного машиностроения СССР
15. Коновалов Виталий Федорович — Министр атомной энергетики и промышленности СССР
16. Катушев Константин Федорович — Министр внешних экономических связей СССР
17. Габриэлянц Григорий Аркадьевич — Министр геологии СССР
18. Волков Александр Никитович — Министр гражданской авиации СССР
19. Быков Валерий Алексеевич — Министр медицинской промышленности СССР
20. Колпаков Серафим Васильевич — Министр металлургии СССР
21. Вольмер Юрий Михайлович — Министр морского флота СССР
22. Белоусов Борис Михайлович — Министр оборонной промышленности СССР
23. Язов Дмитрий Тимофеевич — Министр обороны СССР
24. Шишкин Олег Николаевич — Министр общего машиностроения СССР
25. Шимко Владимир Иванович — Министр радиопромышленности СССР
26. Котляр Николай Исаакович — Министр рыбного хозяйства СССР
27. Паничев Николай Александрович — Министр станкостроительной и инструментальной промышленности СССР
28. Чирсков Владимир Григорьевич — Министр строительства предприятий нефтяной и газовой промышленности СССР
29. Коксанов Игорь Владимирович — Министр судостроительной промышленности СССР
30. Брежнев Владимир Аркадьевич — Министр транспортного строительства СССР
31. Величко Владимир Макарович — Министр тяжелого машиностроения СССР
32. Щадов Михаил Иванович — Министр угольной промышленности СССР
33. Лемаев Николай Васильевич — Министр химической и нефтеперерабатывающей промышленности СССР
34. Колесников Владислав Григорьевич — Министр электронной промышленности СССР
35. Анфимов Олег Георгиевич — Министр электротехнической промышленности и приборостроения СССР
36. Бакатин Вадим Викторович — Министр внутренних дел СССР
37. Чазов Евгений Иванович — Министр здравоохранения СССР
38. Шеварднадзе Эдуард Амвросиевич — Министр иностранных дел СССР
39. Михальченко Александр Иванович — Министр монтажных и специальных строительных работ СССР
40. Первышин Эрлен Кирикович — Министр связи СССР
41. Терех Кондрат Зигмундович — Министр торговли СССР
42. Павлов Валентин Сергеевич — Министр финансов СССР
43. Семёнов Юрий Кузьмич — Министр энергетики и электрификации СССР
44. Яковлев Вениамин Фёдорович — Министр юстиции СССР
45. Сычёв Валерий Васильевич — Председатель Государственного комитета СССР по управлению качеством продукции и стандартам
46. Толстых Борис Леонтьевич — Председатель Государственного комитета СССР по вычислительной технике и информатике
47. Израэль Юрий Антониевич — Председатель Государственного комитета СССР по гидрометеорологии
48. Серов Валерий Михайлович — Председатель Государственного строительного комитета СССР
49. Щербаков Владимир Иванович — Председатель Государственного комитета СССР по труду и социальным вопросам
50. Кириченко Вадим Никитович — Председатель Государственного комитета СССР по статистике
51. Ягодин Геннадий Алексеевич — Председатель Государственного комитета СССР по народному образованию
52. Ненашев Михаил Федорович — Председатель Государственного комитета СССР по телевидению и радиовещанию
53. Камшалов Александр Иванович — Председатель Государственного комитета СССР по кинематографии
54. Ефимов Николай Иванович — Председатель Государственного комитета СССР по печати
55. Исаев Александр Сергеевич — Председатель Государственного комитета СССР по лесу
56. Малышев Вадим Михайлович — Председатель Государственного комитета СССР по надзору за безопасным ведением работ в промышленности и атомной энергетике
57. Крючков Владимир Александрович — Председатель Комитета государственной безопасности СССР
58. Шкабардня Михаил Сергеевич — Управляющий Делами Совета Министров СССР
59. Давлетова Людмила Ельматовна — Министр СССР
60. Дурасов Владимир Александрович — Министр СССР

В соответствии со статьей 129 Конституции СССР в состав Совета Министров СССР входили по должности председатели Советов Министров союзных республик.
Постановлением Верховного Совета СССР от 27 июля 1989 г. № 283-I Никитин Владилен Валентинович был назначен Первым заместителем Председателя Совета Министров СССР.
Постановлением Верховного Совета СССР от 27 июля 1989 г. № 284-I Сенчагов Вячеслав Константинович назначен Председателем Государственного комитета СССР по ценам.
Постановлением Верховного Совета СССР от 3 августа 1989 г. № 321-I Филимонов Леонид Иванович назначен Министром нефтяной и газовой промышленности СССР.
Постановлением Верховного Совета СССР от 3 августа 1989 г. № 322-I Мельников Владимир Иванович назначен Министром лесной промышленности СССР.
Постановлением Верховного Совета СССР от 3 августа 1989 г. № 324-I Воронцов Николай Николаевич назначен Председателем Государственного комитета СССР по охране природы.
Постановлением Верховного Совета СССР от 3 августа 1989 г. № 325-I Русак Николай Иванович назначен Председателем Государственного комитета СССР по физической культуре и спорту.
Постановлением Верховного Совета СССР от 3 августа 1989 г. № 326-I Геращенко Виктор Владимирович назначен Председателем Правления Государственного банка СССР.
Постановлением Верховного Совета СССР от 4 августа 1989 г. № 333-I Конарев Николай Семенович назначен Министром путей сообщения СССР.
Постановлением Верховного Совета СССР от 24 октября 1989 г. № 634-I Ситарян Степан Арамаисович назначен Заместителем Председателя Совета Министров СССР.
Постановлением Верховного Совета СССР от 21 ноября 1989 г. № 798-I Губенко Николай Николаевич назначен Министром культуры СССР.

## Преобразования Совета Министров
Законом СССР от 27 марта 1990 года № 1392-I образован союзно-республиканский Государственный комитет СССР по национальным вопросам.
Законом СССР от 23 мая 1990 года № 1510-I упразднено Министерство водохозяйственного строительства СССР.
Указом Президента СССР от 29 марта 1990 г. № 24 и постановлением Верховного Совета СССР от 23 мая 1990 г. № 1506-I Волков Александр Никитович освобождён от обязанностей Министра гражданской авиации СССР.
Указом Президента СССР от 29 марта 1990 г. № 25 и постановлением Верховного Совета СССР от 23 мая 1990 г. № 1507-I Чазов Евгений Иванович освобождён от обязанностей Министра здравоохранения СССР.
Указом Президента СССР от 18 апреля 1990 г. № 56 Панюков Борис Егорович назначен Министром гражданской авиации СССР (утвержден постановлением Верховного Совета СССР от 23 мая 1990 г. № 1508-I).
Указом Президента СССР от 18 апреля 1990 г. № 57 Денисов Игорь Николаевич назначен Министром здравоохранения СССР (утвержден постановлением Верховного Совета СССР от 23 мая 1990 г. № 1509-I).
Указом Президента СССР от 2 июля 1990 г. № 338 и постановлением Верховного Совета СССР от 9 октября 1990 г. № 1713-I Силаев Иван Степанович освобождён от обязанностей Заместителя Председателя Совета Министров СССР.
Указом Президента СССР от 30 августа 1990 г. № УП-655 Никитин Владилен Валентинович освобождён от должности Первого заместителя Председателя Совета Министров СССР.
Указом Президента СССР от 30 июля 1990 г. № 414 и постановлением Верховного Совета СССР от 9 октября 1990 г. № 1714-I Ефимов Николай Иванович освобождён от обязанностей Председателя Государственного комитета СССР по печати.
Указом Президента СССР от 17 сентября 1990 г. № УП-772 и постановлением Верховного Совета СССР от 9 октября 1990 г. № 1715-I Бирюкова Александра Павловна освобождена от обязанностей Заместителя Председателя Совета Министров СССР.
Указом Президента СССР от 24 сентября 1990 г. № УП-789 и постановлением Верховного Совета СССР от 9 октября 1990 г. № 1716-I Лемаев Николай Васильевич освобождён от обязанностей Министра химической и нефтеперерабатывающей промышленности СССР.
Указом Президента СССР от 14 ноября 1990 г. № УП-1034 Кравченко Леонид Петрович назначен Председателем Государственного комитета СССР по телевидению и радиовещанию.
Указом Президента СССР от 14 ноября 1990 г. № УП-1035 Ненашев Михаил Фёдорович освобождён от должности Председателя Государственного комитета СССР по телевидению и радиовещанию и назначен Председателем Государственного комитета СССР по печати.
Указом Президента СССР от 1 декабря 1990 г. № УП-1092 Бакатин Вадим Викторович освобождён от обязанностей Министра внутренних дел СССР.
Указом Президента СССР от 1 декабря 1990 г. № УП-1093 Пуго Борис Карлович назначен Министром внутренних дел СССР.
Постановлением Верховного Совета СССР от 11 декабря 1990 г. № 1832-I Яковлев Вениамин Фёдорович освобождён от обязанностей Министра юстиции СССР.
Постановлением Верховного Совета СССР от 11 декабря 1990 г. № 1833-I Лущиков Сергей Геннадьевич назначен Министром юстиции СССР.

## Образование Кабинета Министров СССР
Законом СССР от 26 декабря 1990 года № 1861-I «Об изменениях и дополнениях Конституции (Основного Закона) СССР в связи с совершенствованием системы государственного управления» был образован Кабинет Министров СССР.
Однако законом СССР от 26 декабря 1990 года № 1862-I «О введении в действие Закона СССР „Об изменениях и дополнениях Конституции (Основного Закона) СССР в связи с совершенствованием системы государственного управления“» установлено, что Совет Министров СССР, другие государственные органы и должностные лица, подотчётные Съезду народных депутатов СССР, Верховному Совету СССР, сохраняют свои полномочия впредь до сформирования в соответствии с названным Законом СССР государственных органов и назначения должностных лиц.